# Samoa Amerykańskie na Letnich Igrzyskach Olimpijskich 1992
Samoa Amerykańskie na Letnich Igrzyskach Olimpijskich 1992, reprezentowane było przez 3 sportowców – byli to sami mężczyźni. Żadnemu z atletów nie udało się zdobyć medalu na tych igrzyskach.

## Występy reprezentantów

### Boks
Mężczyźni
- Maselino Masoe
  - Waga lekkopółśrednia – 5. miejsce

- Mika Masoe
  - Waga półciężka – 9. miejsce

### Podnoszenie ciężarów
Mężczyźni
- Eric Brown
  - Kategoria do 90 kg – 21. miejsce